# Edvard Eriksen
Edvard Eriksen (Copenhague, 10 de marzo de 1876-ibidem, 12 de enero de 1959) fue un escultor danés-islandés. Su obra más conocida es La sirenita de Copenhague, mandada por el empresario Carl Jacobsen, que concluyó en 1913.

## Biografía
Empezó su carrera como escultor de madera, tras adquirir su formación en la Real Academia de Bellas Artes de Dinamarca entre 1894-1899. Se casó con Eline Wilhelmine Møller en 1900 y tuvieron cinco hijos. 
Entre sus otras obras destaca las estatuas alegóricas Pena, Memoria y Amor, realizada en 1908 en mármol para el sarcófago de Christian IX y la reina Louise de la catedral de Roskilde. Edvard Eriksen dio clases en la Real Academia donde había estudiado entre 1908-19 y fue conservador del Museo Thorvaldsen entre 1930-53.
Viajó por Italia con su familia, aprendiendo a esculpir en mármol y fue profesor honorario en la Accademia Carrara. También se le concedió el rango de caballero de la Orden de Dannebrog en 1932.
Se encuentra enterrado en el cementerio de Vestre junto con su esposa.